# Namibia spinosa
Namibia spinosa är en insektsart som beskrevs av Abraham Munting 1969. Namibia spinosa ingår i släktet Namibia och familjen pansarsköldlöss. Inga underarter finns listade i Catalogue of Life.